# Gigantotèrmia

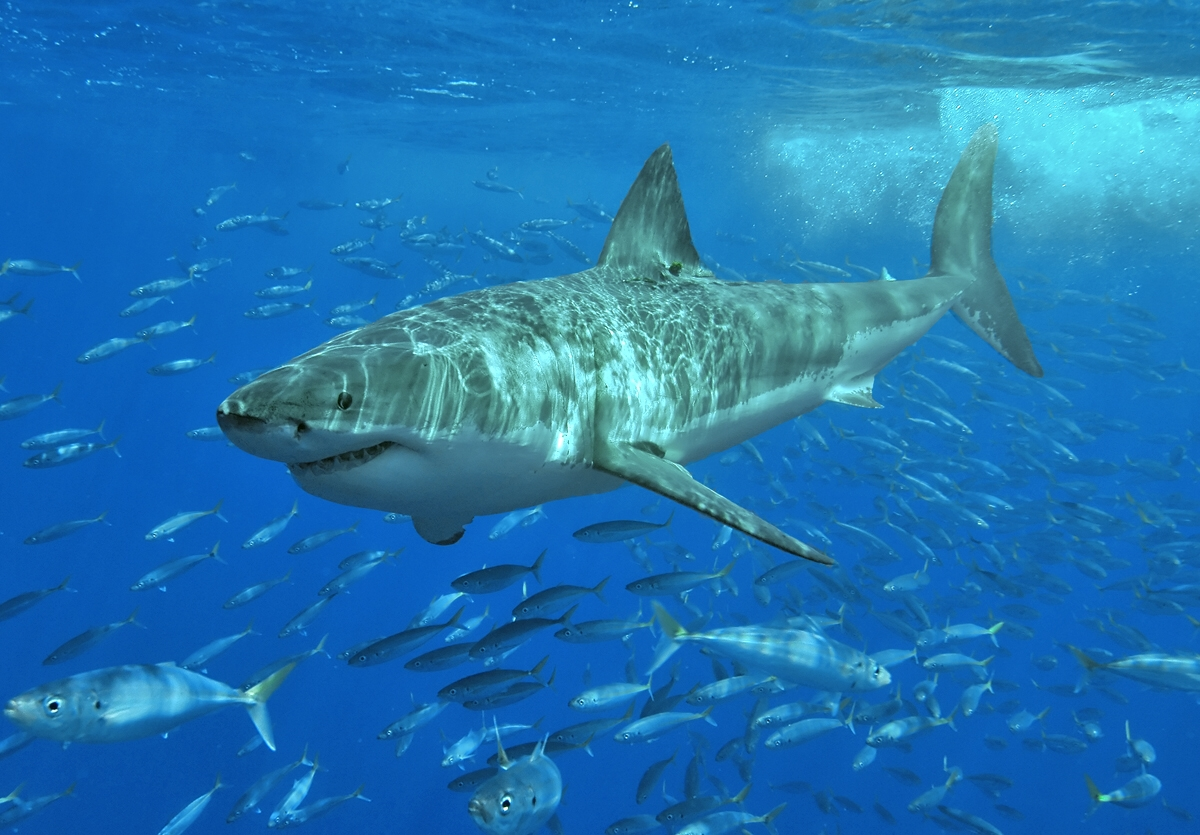
El Gran tauró blanc, Carcharodon carcharias, mostra gigantotèrmia

La gigantotèrmia (de vegades nomenada homeotèrmia ectotèrmica) és un fenomen especialment significatiu en la biologia i la paleontologia, pel qual grans i voluminosos animals ectotèrmics són fàcilment més capaços de mantenir una temperatura del cos constant i relativament alta que els animals més petis, ja que els primers tenen una relació entre volum i superfície més petita. Un animal més gros té proporcionalment menys del seu cos tancat al medio ambient exterior que un animal més petit amb, d'altra banda, una forma similar i per això guanya i perd calor més lentament.
Aquest fenomen és important en la biologia de la megafauna ectotèrmica, com en les tortugues grosses i els rèptils aqüàtics com ictiosaure i mosasaure. També es presenta en certs peixos grossos, com el tauró blanc gegant. Els gigantoterms, encara que gairebé sempre són ectotèrmics, generalment tene una temperatura del cos similar a la dels endoterms. S'ha suggerit que els dinosaures més grossos podrien haver estat gigantotèrmics, essent virtualment homeoterms.